# Ортис, Ричард
Ричард Ортис Бусто (исп. Richard Ortiz Busto; родился 22 мая 1990 года в Асунсьоне) — парагвайский футболист, опорный полузащитник асунсьонской «Олимпии» и сборной Парагвая.

## Клубная карьера
Ортис — воспитанник футбольной академии клуба «Олимпия» из своего родного города. 31 января 2010 года в матче против «Рубио Нью» он дебютировал в парагвайской Примере. 18 июля в поединке против «Спорт Коламбия» Ричард забил свой первый гол за команду. В 2011 году он стал чемпионом Парагвая.
Летом 2013 года Ортис перешёл в мексиканскую «Толуку». 21 июля в матче против «Пачуки» он дебютировал в Лиге MX. 27 июля в поединке против «Монаркас Морелия» Ричард забил свой первый гол за «Толуку».
Летом 2015 года Ортис на правах аренды перешёл в «Либертад». 20 июля в матче против «Спортиво Лукеньо» он дебютировал за новый клуб. 24 июля в поединке против «Депортиво Сантани» Ричард сделал «дубль», забив свои первые голы за «Либертад».

## Международная карьера
12 октября 2011 года в отборочном матче чемпионата мира 2014 против сборной Уругвая Ортис дебютировал за сборную Парагвая. В этом же поединке Ричард забил свой первый гол за национальную команду.
В 2015 году Ричард был включён в заявку сборной на Кубок Америки в Чили. На турнире он сыграл в матчах против Уругвая, Перу и дважды Аргентины.

### Голы за сборную Парагвая
| #   | Дата            | Место                                    | Противник  | Счёт | Результат | Соревнование                     |
| --- | --------------- | ---------------------------------------- | ---------- | ---- | --------- | -------------------------------- |
| 01. | 12 октября 2011 | Дефенсорес дель Чако, Асунсьон, Парагвай | Уругвай    | 1:1  | 1:1       | Чемпионат мира 2014 квалификация |
| 02. | 7 февраля 2013  | Николас Леос, Асунсьон, Парагвай         | Сальвадора | 2:0  | 3:0       | Товарищеский матч                |
| 03. | 7 февраля 2013  | Николас Леос, Асунсьон, Парагвай         | Сальвадора | 3:0  | 3:0       | Товарищеский матч                |
| 04. | 7 сентября 2013 | Дефенсорес дель Чако, Асунсьон, Парагвай | Боливия    | 3:0  | 4:0       | Чемпионат мира 2014 квалификация |

## Титулы и достижения
- Чемпион Парагвая (5): Апертура 2018, Клаусура 2018, Апертура 2019, Клаусура 2019, Клаусура 2020
- Обладатель Кубка Парагвая (1): 2021